# Palma del Río
Pour les articles homonymes, voir Palma et Del Rio.
Palma del Río est une ville d’Espagne, dans la province de Cordoue, communauté autonome d’Andalousie.

## Personnalité liée à la ville
- Manuel Benítez Pérez, plus connu sous le nom d'El Cordobés, matador des années 1960 y est né.